# Беренс, Карл
Карл Беренс (нем. Karl Behrens; род. 18 ноября 1909 года, Берлин — умер 13 мая 1943, Берлин) — инженер-проектировщик, активный участник антифашистского сопротивления, член разведывательной сети «Красная капелла».

## Биография
Карл Беренс после окончания школы около трёх лет был безработным. Затем овладел профессиями слесаря-монтажника и мастера по художественным изделиям из металла. В 1929 году из молодёжных скаутов он вступил в штурмовые отряды, а затем — в нацистскую партию. В апреле 1931 года он был исключён из партии, потому что он поддерживал путч Вальтера Стенеса. В 1931 году Беренс временно присоединился к организации «Чёрный фронт», которой руководил в то время Отто Штрассер. В конце 1932 года вступил в КПГ. Затем Карл Беренс работал инженером-проектировщиком на заводе AEG и как инженер был одним из информаторов Арвида Харнака.
Карл Беренс из-за его контактов с Арвидом Харнаком, был арестован в своей части на Восточном фронте под Ленинградом, вывезен обратно в Берлин. После долгих допросов в гестапо в январе 1943 года суд приговорил его к расстрелу. 13 мая 1943 в Берлине в тюрьме Плётцензее приговор приведён в исполнение. Он оставил жену, двух сыновей и дочь.

## Награды
- орден Отечественной войны I степени (06.10.1969, посмертно)[1]